# Valentin Götzinger
Valentin Götzinger, né le 12 décembre 2000 à Graz, est un coureur cycliste autrichien. Il participe à des courses sur route et sur piste.

## Biographie
En 2017, Valentin Götzinger prend la deuxième place dans trois disciplines différentes aux championnats d'Autriche sur piste chez les juniors (moins de 19 ans). Sur piste, il établit le 12 janvier 2018 avec Lukas Viehberger, Tim Wafler et Paul Buschek un nouveau record national junior de poursuite par équipes en réalisant 4 minutes 31,895 secondes sur l'Omnisport Apeldoorn. La même année, toujours chez les juniors, il est champion d'Autriche de vitesse, deuxième du championnat d'Autriche sur route et troisième du contre-la-montre. L'année suivante, il termine troisième du championnat d'Autriche du contre-la-montre espoirs. 
En 2019, il rejoint l'équipe Maloja Pushbikers et est vice-champion d'Autriche du kilomètre contre-la-montre.
En 2020, il rejoint l'équipe WSA KTM Graz. Il se distingue en devenant le plus jeune coureur à s'imposer sur la course en ligne des championnats d'Autriche sur route, à 19 ans. Il remporte à cette occasion le titre chez les élites et les espoirs,,. Il est également double champion d'Autriche sur piste chez les élites (poursuite et course à l'américaine). En 2021, il récole quatre nouveaux titres nationaux sur piste (omnium, course aux points, scratch, vitesse).

## Palmarès sur route

### Par année
| - 2018 - 2e du championnat d'Autriche sur route juniors - 3e du championnat d'Autriche du contre-la-montre juniors - 2019 - 3e du championnat d'Autriche du contre-la-montre espoirs - 2020 - Champion d'Autriche sur route - Champion d'Autriche sur route espoirs | - 2021 - Champion d'Autriche du critérium - 2e du championnat d'Autriche du contre-la-montre espoirs - 2e du championnat d'Autriche sur route espoirs - 2022 - 2e du championnat d'Autriche du contre-la-montre espoirs |

### Classements mondiaux
| Année                                 | 2019  | 2020 | 2021  | 2022  |
| ------------------------------------- | ----- | ---- | ----- | ----- |
| Classement mondial                    | 2142e | 358e | 1440e | 1749e |
| UCI Europe Tour                       | 1393e | 293e | 1025e | 1146e |
|                                       |       |      |       |       |
| Légende : nc = non classéSource : UCI |       |      |       |       |

## Palmarès sur piste

### Championnats nationaux
| - 2017 - 2e du championnat d'Autriche de l'omnium juniors - 2e du championnat d'Autriche de course aux points juniors - 2e du championnat d'Autriche du scratch juniors - 2018 - Champion d'Autriche de vitesse juniors - 2e du championnat d'Autriche du kilomètre juniors - 2e du championnat d'Autriche du scratch - 3e du championnat d'Autriche de poursuite - 2019 - 2e du championnat d'Autriche du kilomètre | - 2020 - Champion d'Autriche de poursuite - Champion d'Autriche de l'américaine (avec Felix Ritzinger) - 2021 - Champion d'Autriche de vitesse - Champion d'Autriche de course aux points - Champion d'Autriche du scratch - Champion d'Autriche d'omnium - 3e du championnat d'Autriche de keirin |